# Dalvíkurbyggð
Dalvíkurbyggð es un municipio de Islandia. Se encuentra en la zona nororiental de la región de Norðurland Eystra. 

## Población y territorio
Se encuentra a 250 kilómetros al noroeste de Reikiavik. Tiene un área de 598 kilómetros cuadrados. Su población es de 1.800 habitantes, según el censo de 2011, para una densidad de 3,3 habitantes por kilómetro cuadrado.
El municipio se creó en 1998 por la fusión de los tres distritos del fiordo Eyjafjörður, el urbano de Dalvík (con 1.392 habitantes) y los rurales de Litli-Árskógssandur (con 130 habitantes y a 9 kilómetros al este de Dalvík) y de Hauganes  (con 137 habitantes y a 3 kilómetros al sudeste de Litli-Árskógssandur).
En años recientes ha sufrido una importante pérdida demográfica, pues en 1997 sus habitantes eran 2.076, en 2005 eran 1.927 y en 2011 eran 1.800. 